# Moctezuma, Chihuahua
Moctezuma är en ort i Mexiko.   Den ligger i kommunen Ahumada och delstaten Chihuahua, i den nordvästra delen av landet, 1 400 km nordväst om huvudstaden Mexico City. Moctezuma ligger 1 376 meter över havet och antalet invånare är 154.
Terrängen runt Moctezuma är platt.  Trakten runt Moctezuma är nära nog obefolkad, med mindre än två invånare per kvadratkilometer. Det finns inga andra samhällen i närheten. Omgivningarna runt Moctezuma är i huvudsak ett öppet busklandskap.